# Liste der Wappen in Heilbronn
Diese Liste beinhaltet alle in der Wikipedia gelisteten Wappen des Stadtkreises Heilbronn in Baden-Württemberg, inklusive historischer Wappen. Fast alle Städte, Gemeinden und Kreise in Baden-Württemberg führen ein Wappen. Sie sind über die Navigationsleiste am Ende der Seite erreichbar.

## Wappen des Stadtkreises Heilbronn

### Stadtwappen in Heilbronn

Heilbronn[1]
Heilbronn in Baden-Württemberg

### Stadtteilwappen ehemaliger Gemeinden in Heilbronn

Biberach
Böckingen
Frankenbach
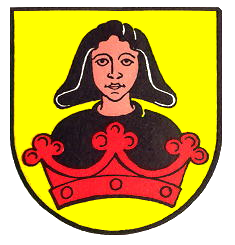
Horkheim
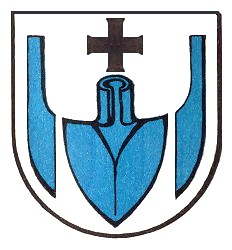
Kirchhausen
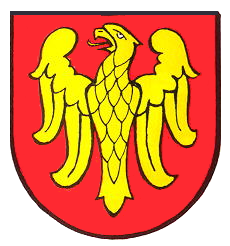
Klingenberg
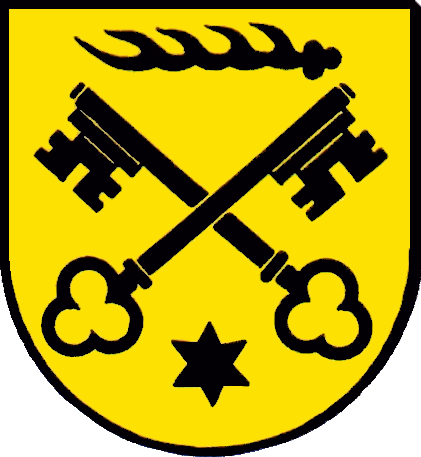
Neckargartach
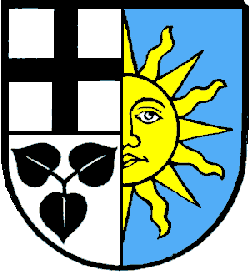
Sontheim

- Biberach[2]
- Böckingen[3]
- Frankenbach[4]
- Horkheim[5]
- Kirchhausen[6]
- Klingenberg[7]
- Neckargartach[8]
- Sontheim[9]

## Blasonierungen
1. ↑  Heilbronn: In Gold der rotbewehrte und rotbezungte schwarze Reichsadler mit einem von Rot, Silber und Blau geteilten Brustschild.
2. ↑  Biberach: In Rot ein aufgerichteter goldener Biber.
3. ↑  Böckingen: In Gold ein steigender schwarzer Steinbock.
4. ↑  Frankenbach: In geteiltem Schild oben in Rot drei silberne Spitzen, unten in Blau ein silberner Wellenbalken.
5. ↑  Horkheim: In goldenem Schild eine rote Krone, aus der ein schwarzgekleideter Frauenrumpf mit naturfarbenem Kopf und schwarzem Kopftuch wächst.
6. ↑  Kirchhausen: In Silber unter einem schwarzen Deutschordenskreuz eine blaue Pflugschar, beiderseits begleitet von je einem zugekehrten blauen Pflugmesser (Pflugsech).
7. ↑  Klingenberg: In Rot ein unterhalb gestümmelter goldener Adler.
8. ↑  Neckargartach: In Gold unter einer rechtshin liegenden schwarzen Hirschstange zwei schräggekreuzte schwarze Schlüssel, drunter ein sechsstrahliger schwarzer Stern.
9. ↑  Sontheim: In halbgeteiltem und gespaltenem Schild vorne oben in Silber ein durchgehendes schwarzes Kreuz, unten in Silber drei im Dreipass gestellte schwarze Lindenblätter, hinten in Blau eine halbe gesichtete goldene Sonne am Spalt.